# Asturlleonès
L'asturlleonès o asturlleonés és una llengua romànica occidental, anomenada també amb diversos glotònims —com asturià (asturianu), lleonès (llionés) o mirandès (mirandés)—, segons el territori on es parli. Es parla a Espanya a Astúries i a la part occidental de les províncies de Lleó i Zamora; i, a Portugal, al districte de Bragança. També és anomenat amb els localismes bercianu, cepedanu, cabreirés, paḷḷuezu o senabrés. Però només les denominacions asturià i mirandès són oficials d'alguna manera. Llionés també ho és, tot i que no és un nom popular, ja que els parlants patrimonials a Lleó utilitzen diversos noms comarcals o locals per a referir-se a la seva parla, encara que actualment s'està estenent el terme lleonés per a englobar en un nom les parles asturlleoneses a Lleó.
L'antic asturlleonès, conegut com a "lleonès medieval", fou la llengua oficial del Regne de Lleó en els segles xiii i xiv. Fou parlada en tota l'extensió que ocupà aquest regne des de l'Atlàntic fins a Extremadura. Avui dia s'utilitza molt poc. Té un estatut de reconeixement a Miranda do Duero, a Portugal, on és anomenat mirandès. Els estatuts de Castella i Lleó i Astúries fan una tímida referència a la protecció de la llengua. L'asturlleonès es divideix en tres blocs dialectals: l'occidental, el central i l'oriental; amb formes dialectals diferenciades. La televisió pública d'Astúries fa un ús relativament important de l'astur-lleonès, tant en informatius quotidians íntegrament en aquesta llengua com en programes ens els quals s'empra o apareix la llengua asturiana.

## Origen

Mapa cronològic que mostra l'evolució territorial de l'asturlleonès.

El domini té el seu origen en el llatí vulgar, és a dir del parlar comú de les gents que l'Imperi Romà dugué, principalment les legions de procedència nord-africana situades a Asturica Augusta i a Legió VI, a les terres habitades pels àsturs. La suplantació d'aquesta llengua per la indígena fou lenta però imparable, car la llengua imperial era la porta per a molts drets i llibertats, entre ells el més important: la ciutadania romana.
La peculiar evolució del llatí a través de l'asturlleonès en l'actual grup lingüístic no fou pas espontània a cap indret geogràfic; ans gradualment el parlar itàlic fou transformant-se tal que en el segle x ja n'hi ha un abandonament extrem com per ésser considerat una modalitat romanç pròpia.
Aquesta evolució amb els segles donà com a resultat que, a mitjans del segle x, apareixen les primeres línies d'aquest romanç, el Document de Kesos; en un monestir de Lleó. A més aniran sorgint un munt de documents legals en aquest romanç per tots els monestirs d'Astúries i del Lleó, els quals indiquen la importància en la societat de la llengua, lògic essent la llengua comuna a la corona de Lleó; però apareixen documents romanços a Palència i vestigis lingüístics de la parla en els dialectes de transició com l'extremeny, dut allà pels repobladors, i no s'ha d'oblidar que l'Extremadura actual correspon quasi tot a l'Extremadura lleonesa, reparant així en la importància de la llengua natural del regne més important de la Corona.

## Divisió dialectològica
L'asturlleonès és una llengua molt dividida dialectalment, sobretot per raons polítiques. Comprèn tres branques principals: l'oriental, la central i l'occidental. Però a aquestes s'hi ha d'afegir una divisió independent que passa pel Cordal, així el domini lingüístic és partit en els blocs asturià i lleonès. A més, dins de cada grup existeixen algunes diferències i tenen subdialectes amb extremes peculiaritats.
- Asturlleonès Oriental: A la província de Lleó seria pràcticament extint, però es conserva amb vitalitat a Astúries.

- Asturlleonès Central: Aquest és el subgrup on més es noten les diferències entre la part nord i la sud.
  - Asturlleonès central septentrional: Majoritari per població i per vitalitat, és la base normativa de la modalitat asturiana.
  - Astur central meridional: En via d'extinció, seria la modalitat més gran geogràficament, car ocuparia quasi la meitat de la província de Lleó i una part de l'orient de Zamora.

- Asturlleonès Occidental: Present com a segona modalitat per parlants i vitalitat al Principat d'Astúries. És la modalitat més forta en nombre de parlants a la regió de Lleó; es considera la base d'una futura normativització del lleonès. A aquest grup hi pertany el mirandès.

Hi ha a més diverses parles d'antiga influència asturlleonesa quasi diluïdes actualment ja en el castellà:
- Muntanyès o Càntabre: parlat a Cantàbria.[6]
- Extremeny: Parlat a la comunitat autònoma d'Extremadura i a alguns municipis de Salamanca.

Les parles frontereres del gallec a Astúries, també tenen marcades influències asturlleoneses: 
- parles eonaviegues: Parlades als municipis més occidentals d'Astúries.

Entre les varietats regionals de l'asturlleonès a Lleó s'hi poden assenyalar varietats comarcals: bercianu-cabreirés, maragatu, ribereñu i legionense. Aquest darrer és el més divulgat a la regió.
| LLATÍ i estàndard | oriental    | central      | occidental    |  |
| CLAVEM llave      | 'ʎaβe/'ʎaβi | 'ʎaβe        | 'tʃaβe/'tsaβe |  |
| OCULUM güeyu      | o'xu        | gwe'ʝu/bweʝu | gwo'ʝo/gwo'ʝu |  |
| CAUSAM cosa       | 'kosa       | 'kosa        | 'kowsa        |  |
| FERRUM fierru     | ḥje'ʀu      | fje'ʀu       | fje'ʀu        |  |

## Fonologia

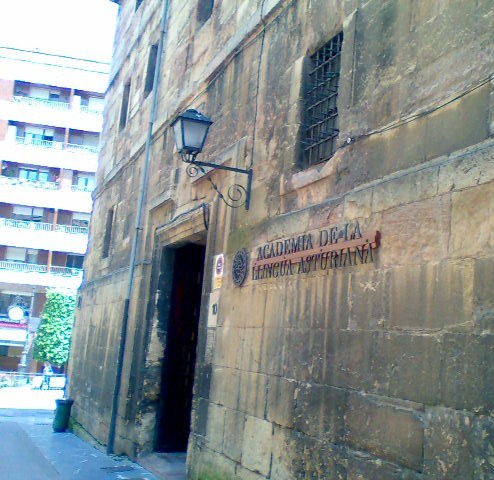
Seu de l'Acadèmia de la Llengua Asturiana a Uviéu.

La transcripció es fa d'acord amb les normes de l'alfabet fonètic internacional.

### Vocals
El sistema vocàlic de l'astur diferencia cinc fonemes en tres graus d'obertura (mínima, mitjana, màxima) i tres situacions (central, anterior i posterior).
|                                    | anteriors (palatals) | centrals | posteriors (velars) |
| ---------------------------------- | -------------------- | -------- | ------------------- |
| vocals tancades (obertura mínima)  | i                    | -        | u                   |
| vocals mitjanes (obertura mitjana) | e                    |          | o                   |
| vocals obertes (obertura màxima)   | -                    | a        | -                   |

### Consonants
|                   | labials | dentals | alveolars | palatals | velars |
| ----------------- | ------- | ------- | --------- | -------- | ------ |
| oclusives sordes  | p       | t       | -         | ʧ        | k      |
| oclusives sonores | b       | d       | -         | j        | g      |
| fricatives        | f       | θ       | s         | ʃ        | -der   |
| nasals            | m       | -       | n         | ɲ        | -rt    |
| laterals          | -       | -       | l         | ʎ        | -      |
| vibrants          | -       | -       | ɾ / r     | -        | -      |

## Nombre de parlants

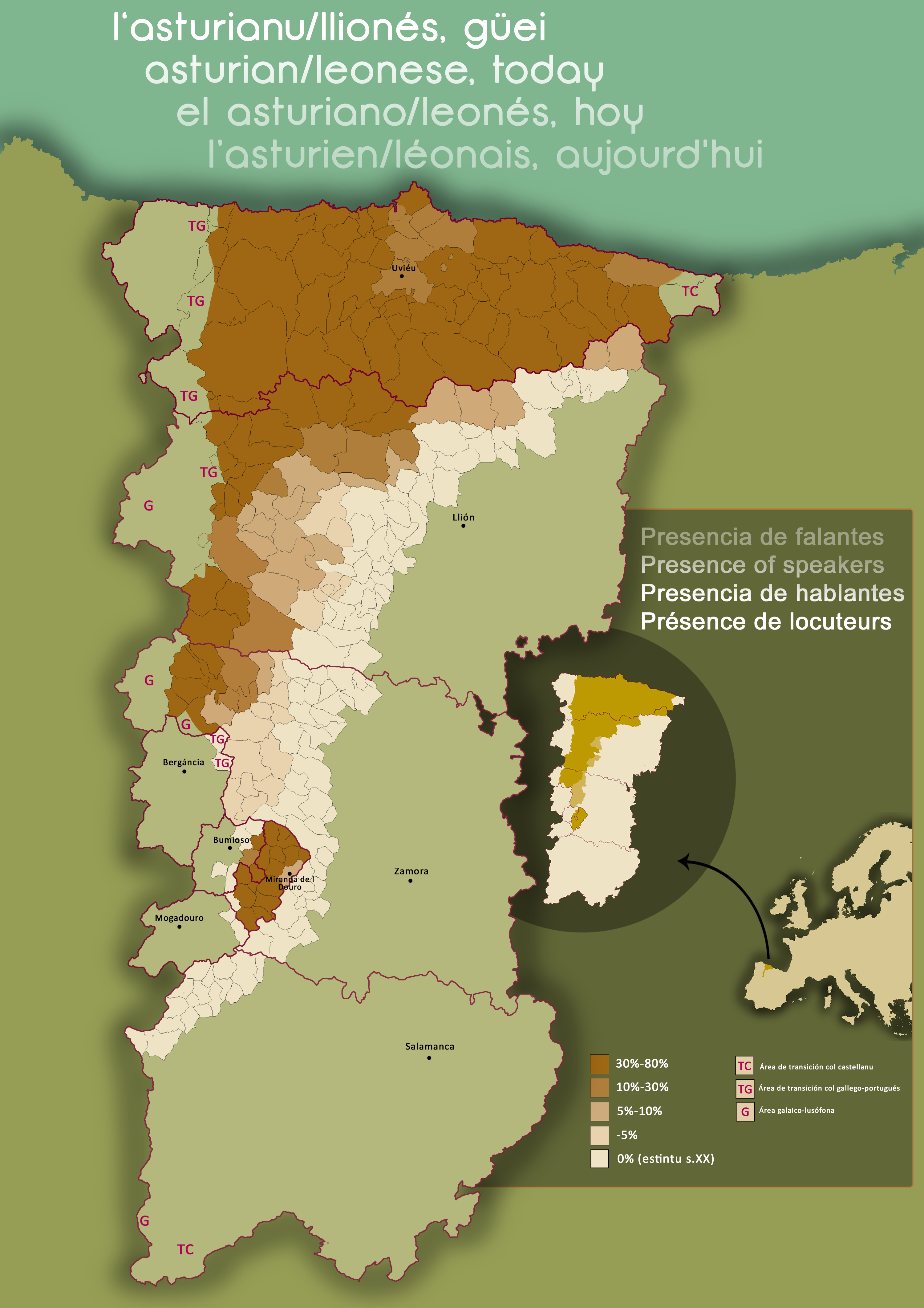
Ús de l'asturlleonès.

No hi ha cap estudi en conjunt de les tres regions del grup, ja que a Lleó no s'hi han fet les investigacions estadístiques necessàries. Si bé sí que hi ha una aproximació que en dona la xifra de 620 000 parlants.
| Llengua               | Parlants | %    |
| Astúries              | 550 000  | 88,8 |
| Lleó                  | 55 000   | 8,9  |
| Districte de Bragança | 15 000   | 2,3  |

La realitat lingüística de Lleó és de desconeixement absolut tant a fora com entre els mateixos lleonesos. El fet que el lleonès no estigui reconegut per cap legislació en limita el coneixement. També s'hi uneix el fet que les administracions competents a l'ensenyament no estan sensibilitzades amb el greu perill que té la llengua de desaparèixer.
Per més que la llengua és la històrica del territori, actualment viu una situació diglòssica, amb un nombre de parlants en la xifra més optimista de 55 000 i molt dividits geogràficament.
A l'ensenyament no hi ha l'obligatorietat ni l'optativitat al règim públic o privat, ni tan sols hi té cap presència com a assignatura de lliure elecció ni com a matèria extraescolar als col·legis, instituts i universitats de la regió.